# Ramsdonk
Ramsdonk is een landelijk dorp en deelgemeente van Kapelle-op-den-Bos in de Belgische provincie Vlaams-Brabant. Ramsdonk was een zelfstandige gemeente tot aan de gemeentelijke herindeling van 1977.

## Toponymie
Ramsdonk wordt in het dialect Ronnoenk of Rondoenk genoemd.

## Bezienswaardigheden
- Het 17de-eeuwse Kasteel van Houtem en het nabijgelegen Hof Berenbroeck.
- De Sint-Martinuskerk
- De 17e-eeuwse pastorie
- De Mariagrot, gelegen in de Grotstraat
- Tal van authentieke boerderijen.

## Natuur en landschap
Ramsdonk ligt in het uiterste zuiden van Zandig Vlaanderen en maakte deel uit van de wastina in Hoxdonk. Met wastina wordt woeste grond (heide en schrale bebossing) bedoeld. 

## Demografische ontwikkeling
- Bronnen:NIS, Opm:1831 tot en met 1970=volkstellingen; 1976 = inwoneraantal op 31 december

## Burgemeesters
- 1836: R.M. Gimoens[1]
- 1860-1878: Jan Baptist Lemmens (1817-1878)[2]

## Cultuur

### Verenigingen
- Chiro Ramsdonk
- Landelijke Gilde
- OKRA
- KVLV Ramsdonk
- Vrije Basisschool Karamba
- Maria's bloemenbrigade
- HERA (Historisch Erfgoed Ramsdonk)

### Sint Maarten viering
Jaarlijks vindt op 11 november de Sint-Maarten viering plaats. Overdag gaan kinderen deur tot deur om liedjes te zingen van Sint Maarten voor snoepgoed. s' avonds gaat er een mis door in de Sint-Martinuskerk of in de grot waar kinderen van de basisschool Karamba het tafereel uitbeelden. Daarna beweegt iedereen via een stoet door de straten van Ramsdonk. De kinderen dragen tijdens deze stoet ook een versierde biet mee. De stoet komt dan aan bij een groot kampvuur. Daar gooien de kinderen traditioneel hun versierde biet in. Bij dit kampvuur worden er ook pannenkoeken en chocolademelk aangeboden aan alle mensen. Deze jaarlijkse traditie wordt in stand gehouden door een samenwerking van Chiro Ramsdonk, de landelijke gilde, KVLV, Karamba en andere sympathysanten.

## Economie
- Unizo Ramsdonk

## Sport
- voetbalclub VV Groot Kapelle
- Mountainbikeclub De Slijkridders Ramsdonk

## Nabijgelegen kernen
Kapelle-op-den-Bos, Nieuwenrode, Tisselt, Londerzeel